# Tibellus katrajghatus
Tibellus katrajghatus là một loài nhện trong họ Philodromidae.
Loài này thuộc chi Tibellus. Tibellus katrajghatus được Benoy Krishna Tikader miêu tả năm 1962.